# Мара (Мумі-тролі)
Мара (шведське ім’я: Mårran, приблизно «буркотуха» — персонаж оповідань про Мумі-тролів, створених Туве Янссон.
Зовні Мара виглядає як привид: тулуб у формі пагорба, два ока, що дивляться холодом, а також широкий ряд білих блискучих зубів під великим широким трикутним носом. У книжці Хто розважить малятко? вказано що Мара має хвіст, але його ніхто не бачив. Всюди, де вона буває, ґрунт замерзає під її ногами, рослини і трава гинуть, а якщо вона надто довго стоїть на одному місці, сам ґрунт також гине, і на ньому більше ніщо не може рости. Коли Мара йде, за нею лишається слід з льоду та снігу. Все, до чого вона торкається, замерзає. Одного разу вона заморозила багаття, сівши на нього. Мара шукає дружби й тепла, але всі і все її не приймають, тому вона лишається в холодній печері на вершині Самотніх Гір.
Втім, одна історія в коміксі зображує її позитивно бо Мара, постійно шукаючи тепла, гасить лісову пожежу, сівши на неї. В іншому коміксі Чмих створив магічне зілля незрозумілої дії. З цікавості Чмих крапає кілька крапель на мураху, а той перетворюється на Мару. Не існує жодних роз’яснень, чи ця історія описує те, як з’явилася Мара, чи мураха перетворився на іншу істоту того ж виду.
Мара — меланхолійний і самотній персонаж. Агнета Регаль-Йоганссон стверджувала, що інші персонажі, такі як Мумі-троль або Мумі-мама, ототожнюють себе з її самотністю або вона представляє їхню самотність.

## Поява у книжках
- III. Диво-капелюх: Це перша поява Мари, і тут вона грає роль жахливого лиходія, хоча Чмих одного разу проявляє до неї співчуття, сам себе довівши до сліз промовою про те, як жахливо напевне бути самотнім.
- IV. Мемуари Тата Мумі-троля: тут кілька персонажів стверджують, що Мара їсть людей: Верть стверджує, що Мара з’їла його кузена, а молодий Мумі-тато рятує тітку Гемуля від з’їдання Марою. Втім, ніхто не був свідком того, як вона їла кого-небудь, і, оскільки книжка написана як мемуари Мумі-тата, існує імовірність (що властиво персонажеві), що він трохи перебільшив, аби здаватися більш сміливим, ніж він є.
- VI. Зима-чарівниця: тут Мара з’являється кілька разів, хоча постає тут менш лихозвісним героєм, і її більше жаліють, ніж бояться. Вітрогонка навіть співчуває Марі, коли та хоче погрітися біля вогнища на святкуванні сонця, та Мара не лише всіх розлякує, а й ненавмисне гасить вогонь власним холодом.[3]
- VIII. Тато і море: у цьому творі Мара не раз приходить на острів Мумі-тата, щоб попросити Мумі-троля показати їй вогонь маяка. Історія базується на новому погляді на Мару, який відкрила Вітрогонка в «Зимі-чарівниці». Тут Мара зображена найбільш приязно з усіх книжок, навіть із короткими монологами від її особи, де розкрито постійне бажання знайти тепло та світло, але неможливість знайти ані того, ані іншого.
- Хто розважить малятко?: Кнютт кусає Мару коли рятує Скрутт, хоча невідомо, чи утримувала Мара Скрутт силоміць.
- Комікси: хоча Мара не є основним героєм коміксів, до неї кілька разів є посилання. У другій сюжетній лінії «Мумі-троль і розбійники» Чмих створює «Еліксир життя», який, як виявилося, перетворює речі на протилежні. Після того як Чмих випадково розлив рідину на мураху, комаха перетворилася на істоту, що нагадує Мару, яка женеться за Чмихом, а потім (імовірно) тоне.

## Адаптації
Існують різні адаптації книжок про Мумі-тролів на телебаченні. Різного вигляду Мара з’являється у різних екранізаціях: в аніме-версії Мумі-тролів 1969 року її зображено білою та сумною. У польському серіалі про Мумі-тролів, вона більше схожа на літературний опис, але там її постать темніша та звіроподібніша.
Японсько-нідерландський серіал «Щасливе сімейство Мумі-тролів» включає Мару як антагоніста. У японському дубляжі її називають Морран, що копіює її шведське ім’я Mårran. З першої появи в серіалі Мара вирізняється страхітливою зовнішністю та голосним гарчанням, яке вона видає. Дубляж іншими мовами використовує різне гарчання, а також різну лиховісну музику, яка починає грати, щойно Мара з’являється. Вперше Мару можна побачити в епізодах 6, 7 та 22. Аж до 37-го епізоду Мара зображувалася виключно як лихий персонаж.
Мара також з’являється в епізоді «Ніч Мари» у серіалі 2019 року, де вона виє як привид, повільно ковзаючи місцевістю в пошуках вогню і залишаючи за собою крижаний слід. Першими її побачили Мумі-троль, Нюхмумрик, та Чмих, яким вдалося втекти. Згодом Мара намагається дістатися намету Мумі-тата й Мумі-мами, де горить вогонь. Чмих силоміць гасить вогнище шматком льоду, але Мумі-троль жаліє Мару й відводить її до моря, почепивши два ліхтарі на дошку.